# Whetstone (Arizona)
Whetstone és una concentració de població designada pel cens dels Estats Units a l'estat d'Arizona. Segons el cens del 2000 tenia 2.354 habitants.

## Demografia
Segons el cens del 2000, Whetstone tenia 2.354 habitants, 904 habitatges, i 664 famílies La densitat de població era de 77 habitants/km².
Dels 904 habitatges en un 32,7% hi vivien nens de menys de 18 anys, en un 57,2% hi vivien parelles casades, en un 10,7% dones solteres, i en un 26,5% no eren unitats familiars. En el 20,7% dels habitatges hi vivien persones soles el 6,9% de les quals corresponia a persones de 65 anys o més que vivien soles. El nombre mitjà de persones vivint en cada habitatge era de 2,6 i el nombre mitjà de persones que vivien en cada família era de 3,02.
Per edats la població es repartia de la següent manera: un 27,4% tenia menys de 18 anys, un 5,6% entre 18 i 24, un 25,3% entre 25 i 44, un 28% de 45 a 60 i un 13,7% 65 anys o més.
L'edat mediana era de 40 anys. Per cada 100 dones de 18 o més anys hi havia 95 homes.
La renda mediana per habitatge era de 34.507 $ i la renda mediana per família de 37.656 $. Els homes tenien una renda mediana de 32.083 $ mentre que les dones 25.424 $. La renda per capita de la població era de 16.370 $. Aproximadament el 13,4% de les famílies i el 20% de la població estaven per davall del llindar de pobresa.

## Poblacions més a prop
El següent diagrama mostra les poblacions més a prop.